# أجواس كانديداس
بلدية أجواس كانديداس (بالإسبانية: Aguas Cándidas)‏، هي إحدى بلديات مقاطعة برغش، التي تقع في منطقة قشتالة وليون، والتي تقع في شمال غرب إسبانيا.
يبلغ عدد سكانها 94 نسمة وفقاً لإحصائية سنة (2002).